# Supreme Commander
Supreme Commander е стратегическа видеоигра от 2007 година.

## История на играта
Действието се развива в бъдещето, където хората са открили устройство, наречено Quantum gate, и с него могат да пътуват в космоса по-бързо от скоростта на светлината. Хората колонизират много планети и така е образувана Земната империя (Earth empire). Три формации – UEF, Cybran Nation и Aeon Illuminate – се борят за господство. Играчите събират ресурси, за да строят бази и да развиват технологии, като се фокусират върху стратегическото управление.
Има три опции за игра: кампания, солова игра и игра в мрежата. С първата опция играчът може да започне мисии и с трите страни, участващи във войната. Соловата игра дава възможност за избор на карта, трудност и срещу какъв противник ще се играе. Играта в мрежата позвалява присъединяването към сървъри. В играта има 2 вида ресурси: маса (mass) и енергия (energy). Масата е материалът, от който се строят сгради, оръжия и т.н., енергия е това, което задвижва всички системи, оръжия и т.н. Главната цел в играта е играчът да запази своя командир.